# Pagani Industrie Alimentari
La Pagani Industrie Alimentari S.p.A., nota semplicemente anche come Pagani, è un'azienda italiana specializzata nella produzione di tortellini e ravioli a lunga conservazione.

## Storia
L'azienda venne fondata nel 1943 da Arturo Pagani con il nome di "Pastificio Vimercatese di Pagani Arturo". Circa vent'anni prima aveva fondato un altro pastificio, poi venduto nel 1937.
Alla morte di Arturo nel 1947, la moglie Anna Rossi detta Mina, vedova, con due ragazzi a carico e con una complessa situazione familiare e lavorativa da gestire, decise di presentarsi alla famiglia De Cecco, il cui pastificio di Fara San Martino era stato distrutto dai bombardamenti della guerra; la De Cecco era inoltre pressoché sconosciuta nel Nord Italia, dove i suoi prodotti non erano distribuiti. Mina Pagani investì i suoi risparmi nell'acquisto di un camion di pasta, che – sfruttando le conoscenze tra gli storici clienti del pastificio – riuscì a rivendere in poco tempo al Nord Italia: fu l’inizio di una collaborazione che durò oltre trent’anni, durante i quali la famiglia Pagani fu la distributrice esclusiva di prodotti De Cecco per tutto il Nord Italia. Contestualmente, la famiglia affiancò alla distribuzione dei prodotti De Cecco l'attività di produzione automatizzata di tortellini e ravioli grazie all’investimento in una nuova rivoluzionaria macchina.
Cercando di trovare una soluzione per minimizzare la quantità di merce invenduta, la Pagani migliorò il processo di produzione della pasta ripiena con due brevetti che consentirono di portare la scadenza del prodotto prima a sei mesi e poi a un anno; questi due brevetti furono inoltre causa di una controversia legale con il Pastificio Fioravanti, che dieci anni dopo fu vinta dalla Pagani. Queste innovazioni consentirono una distribuzione nazionale, espandendo il mercato oltre l'ambito locale.
L’attività dell’azienda consisteva nella commercializzazione della pasta De Cecco e nella produzione e nella vendita di una gamma variegata di prodotti alimentari: oltre ai tortellini e ai ravioli, vennero prodotti gnocchi, una linea di gastronomia (che comprendeva tra l'altro insalate russe, involtini, paté e maionese), grissini, preparati per pizza e una linea di prodotti da forno quali pancarré, fette biscottate, pandorini e chiacchiere.
Nel 1967 Enrico e Gianfranco Pagani iniziarono la costruzione di un nuovo moderno stabilimento, dove l’azienda si trasferì due anni più tardi e dove ancora oggi si trova, sulla strada provinciale che collega Vimercate ad Arcore e che viene comunemente chiamata proprio “il Pagani”. Nel 1976 l'azienda assunse l'attuale denominazione e forma societaria.
All'inizio degli anni Ottanta terminò consensualmente la collaborazione con il Pastificio De Cecco e l’azienda decise di concentrarsi solo su tortellini e ravioli a lunga conservazione, interrompendo la produzione dei prodotti freschi e di gastronomia. 
La Pagani, con l’entrata in azienda anche della terza generazione con Paolo e Alessandro Pagani tra la fine degli anni Ottanta e l'inizio degli anni Novanta, ha aumentato considerevolmente i volumi di produzione e le dimensioni del mercato di sbocco, consolidando la sua presenza sul mercato estero e producendo anche conto terzi (altre imprese alimentari o private labels).
Nel 2009 lo stabilimento è stato ampliato, raddoppiandone la superficie.
Nel 2024 i marchi Pagani e Gran Menù sono stati riconosciuti "marchi storici di interesse nazionale" dal Ministero delle Imprese e del Made in Italy. Oggi in azienda è operativa anche la quarta generazione, rappresentata dai cugini Luca, Isabella e Pier Pagani.

## Curiosità
- La Pagani è presente al Museo del territorio vimercatese con l'esposizione di alcuni suoi prodotti, foto, filmati e spot pubblicitari andati in onda sulla Rai negli anni sessanta.
- A dicembre del 1996 all'interno della Pagani è stato girato in diretta uno scherzo della trasmissione televisiva di Canale 5 "I guastafeste"[2].
- A dicembre del 2012 all'azienda è stata dedicata una puntata del programma televisivo Melaverde, condotto da Ellen Hidding ed Edoardo Raspelli. La puntata è andata in onda il 20 gennaio 2013.